# AHTV
A Anhui Television ou AHTV é uma rede de televisão pública da província de Anhui, na República Popular da China. Foi fundada em setembro de 1960. Transmite em língua mandarim.